# Dino (prénom)
Pour les articles homonymes, voir Dino.
Dino est un prénom d'origine italienne. Il s'agit au départ du diminutif des prénoms italiens finissant en -do. Alfred, Alfredo en italien devient Alfredino, de la même manière le diminutif d'Edoardo est Dino.[réf. nécessaire]

## Les personnalités qui ont porté ce prénom
- Pour l'ensemble des articles sur les personnes portant ce prénom, consulter :
  - la liste des articles dont le titre commence par ce prénom
  - les listes produites par Wikidata : Liste des personnes de prénom « Dino » — même liste en incluant les éventuels prénoms composés qui contiennent « Dino ».
- Dino Buzzati, célèbre écrivain et journaliste italien.
- Dino Bravo, lutteur (catcheur) Canadien.
- Dino Compagni, chroniqueur italien (XIIIe – XIVe siècles).
- Dino Paul Crocetti, connu sous le nom de scène de Dean Martin, chanteur et acteur américain d'origine italienne.
- Dino De Laurentiis, cinéaste italien.
- Dino Dini, développeur de jeux vidéo.
- Dino Ferrari, ingénieur et fils d'Enzo Ferrari.
- Dino Grandi, homme politique italien.
- Dino Morea, acteur indien.
- Dino Risi, cinéaste italien.
- Dino Tavarone, comédien italo-québécois.
- Dino Viérin, personnalité politique valdôtaine.
- Dino Zoff, célèbre gardien de but italien.